# تربرلي (تشيشير)
تربرلي (بالإنجليزية: Tarporley)‏ هي قرية و أبرشية مدنية تقع في المملكة المتحدة في إنجلترا.  يقدر عدد سكانها بـ 2,634 نسمة .